# Kentlyn, New South Wales
Kentlyn este o suburbie în Sydney, Australia.